# Po drugiej stronie muru
Po drugiej stronie muru (inny polski tytuł: Za bramą ogrodu, ang. Over the Garden Wall, 2014) – amerykański serial animowany stworzony przez Patricka McHale’a oraz wyprodukowany przez wytwórnię Cartoon Network Studios, powstały na podstawie filmu krótkometrażowego z 2013 roku pt. Tome of the Unknown.
Premiera serialu miała miejsce 3 listopada 2014 roku na amerykańskim Cartoon Network, a ostatni dziesiąty odcinek został wyemitowany 7 listopada. W Polsce serial zadebiutował 30 marca 2015 roku na antenie Cartoon Network.

## Fabuła
Serial opisuje perypetie dwóch braci – Wirta i Grega, którzy wyruszają w niebezpieczną podróż przez straszny las, aby odnaleźć drogę do swojego domu. Bracia zawsze mogą liczyć na pomoc Starego Leśnika oraz błękitnika Beatrice.

## Obsada
- Elijah Wood – Wirt
- Collin Dean – Greg
- Christopher Lloyd – Stary Leśnik
- Melanie Lynskey – Beatrice
- Jack Jones – Żaba
- Samuel Ramey – Bestia

## Wersja polska
Wersja polska: FILM FACTORY STUDIO

Dialogi polskie: Dorota Filipek-Załęska

Reżyseria: Agnieszka Matysiak

Dźwięk: Zdzisław Zieliński

Kierownictwo produkcji: Róża Zielińska

Wystąpili:
- Maciej Musiał – Wirt
- Bernard Lewandowski – Gregory
- Lidia Sadowa – Beatrice

'W pozostałych rolach:
- Andrzej Blumenfeld – Drzewiarz (odc. 1, 4, 7, 10)
- Arkadiusz Jakubik – Żabuś (Narrator) (odc. 1, 6, 10)
- Joanna Pach – 
  - Mieszkanka Mogiłkowa (odc. 2),
  - Kobieta w karczmie (odc. 4),
  - Jedna z dziewczyn (odc. 9)
- Krzysztof Szczerbiński – 
  - Jeden z mieszkańców Mgiełkowa (odc. 2),
  - Krawiec (odc. 4)
- Mariusz Czajka –
  - Jeden z mieszkańców Mgiełkowa (odc. 2),
  - Szewc (odc. 4)
- Grzegorz Pawlak – 
  - Henoch (odc. 2),
  - Ciocia Szepcik (odc. 7)
- Anna Sztejner – Panna Langtree (odc. 3)
- Jakub Szydłowski –
  - Jimmy Brown (odc. 3),
  - Rozbójnik (odc. 4)
- Dariusz Odija – Bestiusz (odc. 4, 7-8, 10)
- Agnieszka Matysiak – 
  - Karczmarka (odc. 4),
  - Królowa obłoków (odc. 8),
  - Staruszka Daniels (odc. 9)
- Tomasz Steciuk – Rzeźbiarz (odc. 4)
- Jerzy Łapiński – 
  - Quincy Andicott (odc. 5),
  - Adelaida (odc. 6)
- Anna Apostolakis-Gluzińska –
  - Marguerite Grey (odc. 5),
  - Mama Beatrice (odc. 9-10)
- Emilia Komarnicka – Lorna (odc. 7)
- Agnieszka Więdłocha – Sara (odc. 9-10)
- Wojciech Chorąży – Glos policjanta (odc. 9)
- Marta Dobecka – Jedna z dziewczyn (odc. 9)

Piosenki śpiewali:
- Arkadiusz Jakubik (odc. 1, 6, 10),
- Anna Sztejner (odc. 3),
- Bernard Lewandowski (odc. 3, 6),
- Tomasz Steciuk (odc. 4),
- Agnieszka Matysiak (odc. 4),
- Maciej Musiał (odc. 6),
- Jakub Szydłowski (odc. 8)

Lektor: Jakub Urlich

## Spis odcinków
| Światowa premiera | Polska premiera | N/o | Polski tytuł                | Angielski tytuł               |
| ----------------- | --------------- | --- | --------------------------- | ----------------------------- |
|                   |                 |     |                             |                               |
| ODCINEK PILOTOWY  |                 |     |                             |                               |
|                   |                 |     |                             |                               |
| 24.10.2013        |                 | P1  |                             | Tome of the Unknown           |
|                   |                 |     |                             |                               |
| SERIA PIERWSZA    |                 |     |                             |                               |
|                   |                 |     |                             |                               |
| 03.11.2014        | 30.03.2015      | 01  | Stary młyn                  | The Old Grist Mill            |
|                   |                 |     |                             |                               |
| 03.11.2014        | 30.03.2015      | 02  | Perypetie na święcie plonów | Hard Times at the Huskin' Bee |
|                   |                 |     |                             |                               |
| 04.11.2014        | 31.03.2015      | 03  | Rozśpiewana szkółka         | Schooltown Follies            |
|                   |                 |     |                             |                               |
| 04.11.2014        | 31.03.2015      | 04  | Pieśni mrocznej lampy       | Songs of the Dark Lantern     |
|                   |                 |     |                             |                               |
| 05.11.2014        | 01.04.2015      | 05  | Szalona miłość              | Mad Love                      |
|                   |                 |     |                             |                               |
| 05.11.2014        | 01.04.2015      | 06  | Żabia kołysanka             | Lullaby in Frogland           |
|                   |                 |     |                             |                               |
| 06.11.2014        | 02.04.2015      | 07  | Magiczny dzwoneczek         | The Ringing of the Bell       |
|                   |                 |     |                             |                               |
| 06.11.2014        | 02.04.2015      | 08  | Leśne dzieci                | Babes in the Woods            |
|                   |                 |     |                             |                               |
| 07.11.2014        | 03.04.2015      | 09  | Droga w nieznane            | Into the Unknown              |
|                   |                 |     |                             |                               |
| 07.11.2014        | 03.04.2015      | 10  | Nieznandia                  | The Unknown                   |
|                   |                 |     |                             |                               |